# 冯宏顺
冯宏顺（1932年3月—2017年4月3日），安徽巢湖人，出生于天津，中华人民共和国政治人物。

## 生平
1951年至1955年，在北京燕京大学、清华大学土木工程系学习。1955年毕业后，历任西北冶金建筑总公司技术员、技术科副科长。1961年至1987年，历任冶金工业部第六冶金建筑公司工程师、副主任工程师，中国有色金属工业总公司第六建设公司副总工程师，高级工程师。1987年6月至1989年5月，任武汉城建学院河南分院院长兼平顶山城建环保学校校长；1984年12月至1994年2月，任平顶山市人大常委会副主任；1994年2月至1998年1月，任平顶山市政协副主席；1997年6月，任民盟河南省委主委；1998年2月至2003年1月，任河南省政协副主席。2017年4月3日，在郑州逝世，享年86岁。
冯宏顺曾任第九届民盟河南省委主委，第八届民盟中央常委；第六届河南省人大代表、第六届全国人大代表；第七届全国政协委员，第八届、第九届全国政协常委。